# Мелюкова
Мелюкова — река в России, протекает в Слободском районе и Юрьянском районах Кировской области. Устье реки находится в 25 км по правому берегу реки Медянка. Длина реки составляет 13 км.
Исток реки юго-западнее села Совье (Денисовское сельское поселение). Рядом с истоком находится исток реки Сова, здесь проходит водораздел Медянки и Летки. Река течёт на юго-запад по ненаселённому лесу. Верхнее течение проходит по Слободскому району, нижнее течение образует границу Слободского и Юрьянского.

## Данные водного реестра
По данным государственного водного реестра России относится к Камскому бассейновому округу, водохозяйственный участок реки — Вятка от города Киров до города Котельнич, речной подбассейн реки — Вятка. Речной бассейн реки — Кама.
По данным геоинформационной системы водохозяйственного районирования территории РФ, подготовленной Федеральным агентством водных ресурсов:
- Код водного объекта в государственном водном реестре — 10010300312111100034150
- Код по гидрологической изученности (ГИ) — 111103415
- Код бассейна — 10.01.03.003
- Номер тома по ГИ — 11
- Выпуск по ГИ — 1